# Cestimensko, Dobrici
Cestimensko (în bulgară Честименско, în română Sougeac) este un sat în comuna Tervel, regiunea Dobrici, Dobrogea de Sud, Bulgaria. 
Între anii 1913-1940 a făcut parte din plasa Curtbunar a județului Durostor, România. Lângă localitate a mai existat o așezare (azi dispărută) numită Hotulgea în timpul administrației românești.

## Demografie
Componența etnică a satului Cestimensko
     Bulgari (32,65%)
     Turci (63,79%)
     Nicio identificare (3,54%)
     Altele (0,75%)
La recensământul din 2011, populația satului Cestimensko era de 395 locuitori. Din punct de vedere etnic, majoritatea locuitorilor (63,79%) erau turci, cu o minoritate de bulgari (32,65%). Pentru 3,54% din locuitori nu este cunoscută apartenența etnică.